# Аси
Аси (дав.-сканд. Æsir, однина Áss, жіночий рід Ásynja, множина жіночого роду Ásynjur) — головні боги германо-скандинавського пантеону. Вони є одним із кланів богів, інший клан богів — вани. У минулому між старшими Ванами та молодшими Асами точилась війна, закінчена мирною угодою, що утвердила домінантну позицію асів. Щоб утвердити мир, обидва клани обмінялись заручниками: кілька асів жили серед Ванів і кілька богів із клану Ванів переселилися до Асгарду. Аси головним чином асоціюються із владою та війною, в той час як вани із землеробством та родючістю.

## Етимологія
Вважається, що слово áss (прагерм. *ansuz) походить від праіндоєвропейського слова *ansu — «подих, дух, бог», що є спорідненим із санскритським «асура» та авестійським словом «ахура», що має те ж значення; хоча в санскриті «асура» стало означати «демон».
Сноррі Стурлусон у своїй Евгемеристиці у 13 ст. пов'язував Асів з Азією. Це тлумачення дожило до пізнього 17 ст., коли Йоганнес Шефферус стверджував, що аси були «азійськими імператорами», тобто спадковими вождями-шаманами, що в давнину прийшли із євразійських степів до Європи (пор. фрако-кімерійці).

## Міфологія
Цікавим аспектом скандинавської міфології, є відносини між асами та ванами. Хоча іншим культурам також відомі «старші» та «молодші» родини богів, наприклад титани та олімпійці в давньогрецькій міфології, аси та вани зображаються сучасниками. Обидва клани богів воювали, укладали угоди, обмінювались заручниками (Фрейр та Фрейя були серед заручників). Існують різні варіанти тлумачення цих відносин. Одне з них розглядає стосунки між асами та ванами як відображення типових стосунків між різними германськими кланами того часу. Згідно з іншою теорією, культ ванів (пов'язаних найперше із землеробством та родючістю) є старішим, а культ войовничих асів є молодшим, та міфологічна війна відображає релігійний конфлікт. Відомий учений та спеціаліст у порівняльному релігієзнавстві Мірча Еліаде припустив, що цей конфлікт є версією старішого індоєвропейського міфу про конфлікт між богами неба та влади із божествами землі та родючості.
Аси залишались вічно молодими завдяки яблукам Ідунн, але їх можна було убити в битві, як це станеться, згідно із пророцтвом, під час Рагнареку.

## Список Асів та Ванів

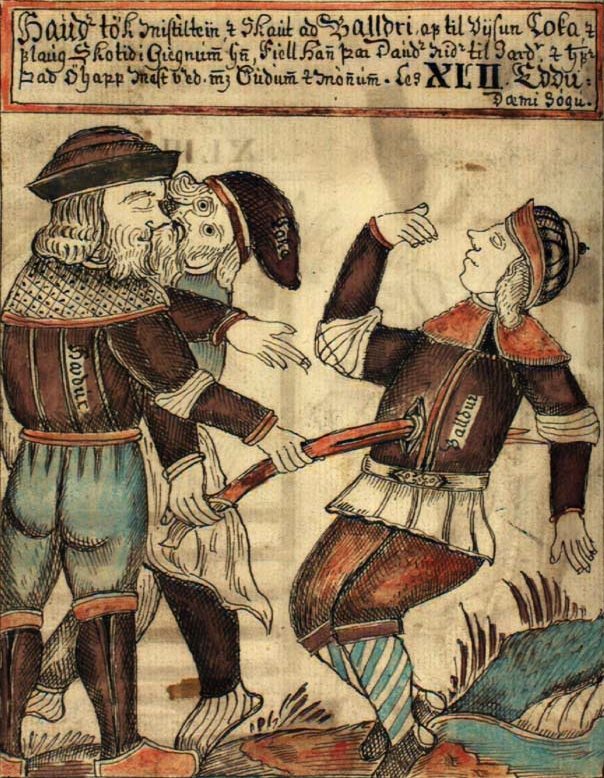
Бальдр
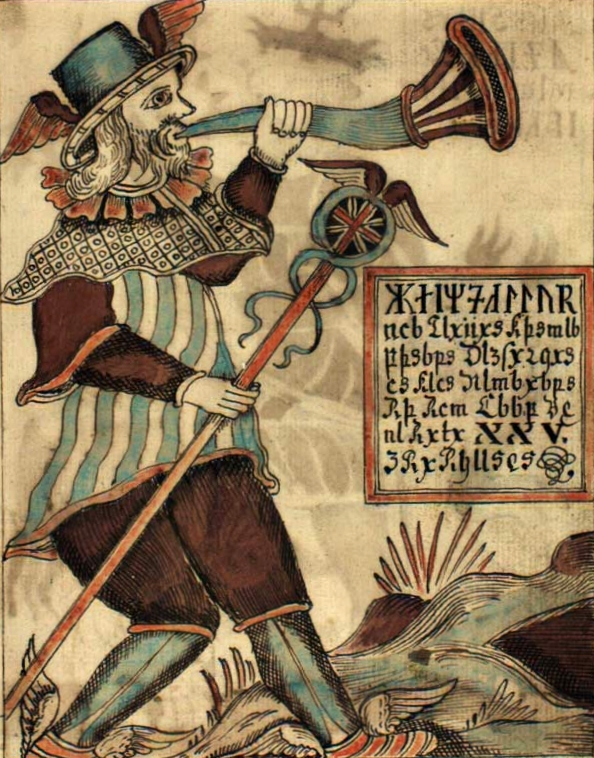
Хеймдалль
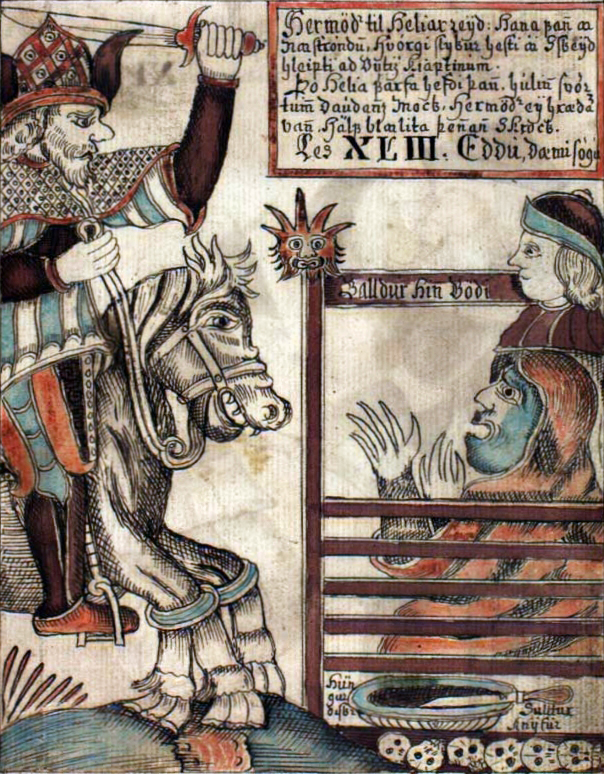
Гермод
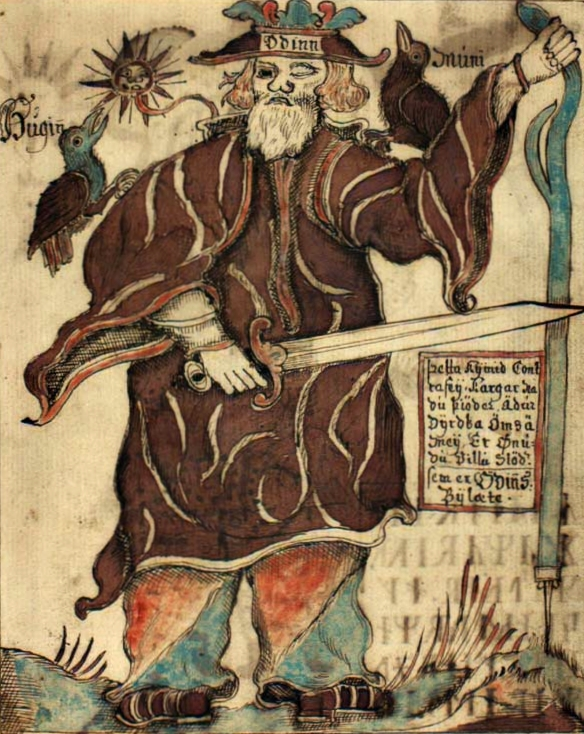
Одін
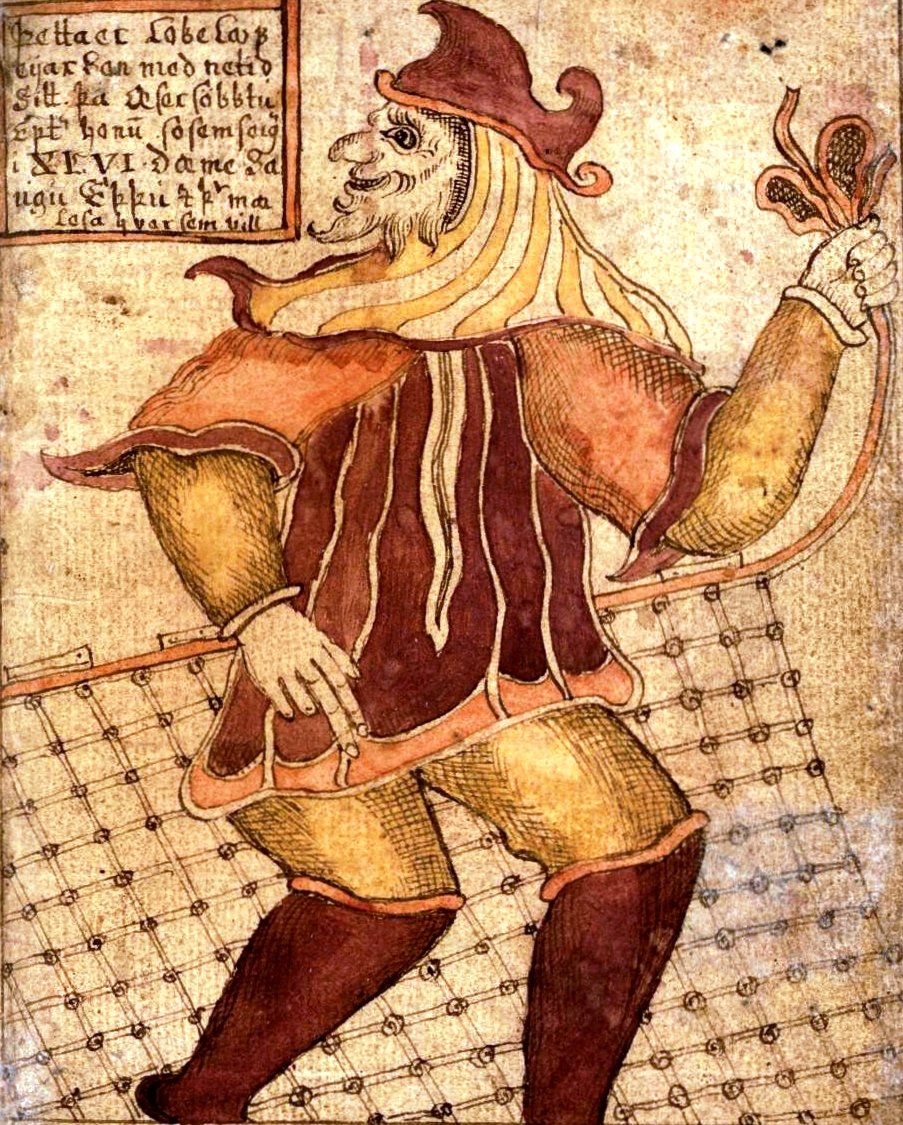
Локі

- Андгрімнір — кухар ейнгеріїв, готує м'ясо вепра Сегрімніра.
- Бальдр — бог невинності та краси.
- Бор — син Бурі, батько Одіна та його братів.
- Брагі — бог-скальд поезії та красномовства.
- Бурі — пращур асів, дід Одіна.
- Валі — бог помсти.
- Вар — богиня істини, вислуховує та записує присяги людей, мститься порушникам присяг та обіцянок.
- Ве — брат Одіна, подарував людям мову.
- Відар — бог тиші, невидимості та помсти.
- Вілі — брат Одіна, дав людям почуття та думки.
- Вьор — богиня всезнання. Вона дуже мудра й ніщо не може сховатися від її проникливості та інтуїції.
- Гар (Високий) — можливо, одна з іпостасей Одіна.
- Гед — сліпий бог темряви та зими.
- Генір — нерішучий бог.
- Гермод — син Одіна та брат Бальдра, за яким він на Слейпнірі їздив до царства мертвих.
- Ґевйон — богиня чеснот. Відома як «прихильна» або «та, яка дарує». В дар від неї можна отримати тілесний або духовний талант. Отримавши в нагороду від Ґюльві наділ землі, який могли б зорати за добу чотири бики, вона за допомоги чотирьох своїх синів-биків прорила протоку Ересунд, утворивши острів Зеландія.
- Глін — богиня, яка захищає людей від фізичної небезпеки. Супутниця Фріґґ.
- Ґна — богиня трансформації. Підіймає усвідомлення на захмарний рівень. Супутниця Фріґґ.
- Ейр — богиня лікування.
- Ідунн — богиня молодості, родючості та смерті.
- Йорд — богиня землі, мати Тора.
- Лефн — освячує шлюби поміж людьми.
- Локі — бог обману.
- Маґні — син Тора та велетунки Ярнсакси, виріс за три дні й врятував свого батька, якого причавило переможеним ворогом.
- Нанна — дружина Бальдра.
- Ньйорд (заручник асів, ван) — бог мореплавства.
- Одін — верховний бог, бог мудрості та війни.
- Саґа — прислуговує Фріґґ та виконує її доручення.
- Сіф — золотоволоса дружина Тора.
- Сіґюн — дружина Локі.
- Сін — богиня-охоронниця людських будинків від злодіїв.
- Сйофн — богиня кохання та дружби. До неї звертаються, коли хочуть звернути увагу коханого або коханої.
- Снотра — богиня розуму.
- Ріґ — батько людей.
- Тор — бог блискавки та битви.
- Тріді (Третій).
- Тюр — однорукий бог битви та сміливості.
- Улль — мисливець, лучник та слідопит.
- Форсеті — бог справедливості та правосуддя.
- Фрейя (заручниця асів, походить з ванів) — богиня кохання та сексу.
- Фрейр (заручник асів, ван) — бог кохання та родючості.
- Фрігг — верховна богиня.
- Фулла — вірна служниця Фріґґ. Вона завжди допомагає богиням впоратися з важкою роботою.
- Хеймдалль — охоронець мосту Біфрест, Рагнарек почнеться коли він затрубить у свій ріг.
- Яфнгар (Рівновисокий) — можливо, одна з іпостасей Локі.